# Маријана Микулић
Маријана Микулић (Мостар, 6. децембар 1981) је хрватска глумица.

## Биографија
Маријана је рођена у Мостару, 6. децембра 1981. године. Глуму је дипломирала 2008. године на Академији драмске уметности у Загребу. Удата је за Јосипа Микулића, доцента на Економском факултету у Загребу, са којим има сина Ивана.

## Филмографија
| Год.         | Назив                | Улога                   |
| ------------ | -------------------- | ----------------------- |
| 2000-те      |                      |                         |
| 2006 - 2007. | Обични људи          | Ива                     |
| 2007 - 2008. | Понос Раткајевих     | Изабела Бела пл. Раткај |
| 2008.        | Закон љубави         | Зринка Крамарић         |
| 2010-те      |                      |                         |
| 2011.        |                      | Ина                     |
| 2012 - 2013. | Стипе у гостима      | Станка                  |
| 2013.        | Почивали у миру      | Ружица Рукавина         |
| 2014 - 2015. | Куд пукло да пукло   | Рената Коларић          |
| 2016.        | Не гледај ми у пијат | Катарина                |
| 2016 - 2017. | Права жена           | Данијела Ерцег          |
| 2017.        | Мртве рибе           | Ранка                   |
| 2018.        | Чиста љубав          | полицајка               |